# 선진항
선진항은 경상남도 사천시 용현면 선진리에 있는 어항이다. 2002년 10월 18일 어촌정주어항으로 지정하여 관리하고 있다. 시설관리자는 사천시장이다.

## 어항 구역
본 항의 어항구역은 다음과 같다
- 수역: 5,100m2 (사천시 용현면 선진리 984-6(제) 일원)
- 육역: 19,300m2

## 어항 시설
- 방파제 54m, 선착장 127m, 물량장 40m

## 주요 어종
- 농어, 도다리, 보리새우, 백합